# Front bez flangov
Front bez flangov (Фронт без флангов) è un film del 1975 diretto da Igor' Aronovič Gostev.

## Trama
Il film è ambientato nell'agosto del 1941. L'Armata Rossa si sta muovendo verso est. Il maggiore Mlynskij guida un distaccamento che inizia a combattere gli invasori alle sue spalle.